# Comuna Jîhove, Seredîna-Buda
Jîhove (în ucraineană Жихове) este o comună în raionul Seredîna-Buda, regiunea Sumî, Ucraina, formată din satele Hutko-Ojînka, Jîhove (reședința), Krasîcika și Rudnea.

## Demografie
Componența lingvistică a comunei Jîhove
     Rusă (76,15%)
     Ucraineană (23,36%)
     Alte limbi (0,49%)
Conform recensământului din 2001, majoritatea populației comunei Jîhove era vorbitoare de rusă (76,15%), existând în minoritate și vorbitori de ucraineană (23,36%).